# Igor Vetokele
Igor Vetokele (ur. 23 marca 1992 w Ostendzie) – angolski piłkarz belgijskiego pochodzenia występujący na pozycji napastnika w klubie KVC Westerlo oraz w reprezentacji Angoli.